# 格子
格子（英語：lattice）是平面直角坐标系中格点（英語：lattice point）的重复排列。

## 举例

二维欧氏空间的格点

- 格点三角形
- 格点六角形
- 鑽石結構

## 参看
- 格点规范理论（英语：Lattice gauge theory）
- 格点QCD（英语：Lattice QCD）
- 缩放极限